# Indian Corn
L'Indian Corn est une variété de maïs doux qui était cultivée par les Indiens d'Amérique avant et pendant la colonisation américaine.

## Histoire
L'Indian Corn est cité dans la plupart des récits d'explorateurs, que ce soit au Chili, en Illinois, ou dans les vallées du Mississippi et de l'Ohio, les Grands Lacs ou la Nouvelle-Angleterre. Les stocks des Iroquois détruits par Jacques-René de Brisay, marquis de Denonville en 1687 ont été estimés à un million de boisseaux, selon Pierre-François-Xavier de Charlevoix (1682-1761), dans son Histoire et description générale de la Nouvelle-France (page 355).
En 1758, dans son Histoire de la Louisiane, Antoine-Simon Le Page du Pratz décrit la façon dont cette céréale est préparée et cuisinée par les amérindiens. En anglais, le terme désignait originellement le maïs, le mot « corn » étant à l’époque le terme générique pour « céréale » alors qu’aujourd’hui, en anglais nord-américain, il désigne spécifiquement le maïs. Lorsque les négociants en fourrure anglais remontent les fleuves pour explorer l'intérieur du Canada à la fin du XVIIIe siècle, ils utilisent cette céréale, qu'ils importent du sud des Grands Lacs et qu'ils font stocker à Sault Ste Marie. Il est cultivé ensuite dans l'État de New-York dans les années 1840. En 1847, « trois fermiers sur cinq » conseillent de l'utiliser avec les ventouses botaniques à l'extérieur, peut-on lire dans The Genesee Farmer, « Journal de l'agriculture et de l'horticulture domestique et de l'économie rurale », fondé par Luther Tucker en 1831 à Rochester (New York).
Lors de la maladie de la pomme de terre en Irlande, qui déclenche la Grande famine en Irlande, le premier ministre  britannique Robert Peel décide d'abroger les lois protectionnistes sur les céréales et fait acheter discrètement 100000 sterling de maïs américain par la banque Barings, le 9 novembre 1845. L'idée vient de Randolph Routh, fonctionnaire anglais à Cork. Lors d'un précédent poste au Canada, il s'est intéressé à l'Indian Corn. En janvier 1846, Randolph Routh a pris la tête de la commission de lutte contre la famine, à Dublin. L'arrivée de l'Indian Corn à Cork, la dernière semaine de janvier 1846, se fait dans la douleur : mal formés à sa préparation culinaire, beaucoup d'irlandais tombent malades en mangeant le « repas jaune ». 
Dès 1842, un autre journaliste, John Sherren Bartlett, qui avait par ailleurs créé un quotidien new-yorkais pour les Anglais de la ville, avait rédigé un mémoire à son gouvernement pour conseiller d'en importer des États-Unis, en listant les États américains situés près des ports et capables d'en exporter des quantités.